# Hydrobaenus sirikus
Hydrobaenus sirikus är en tvåvingeart som beskrevs av Makarchenko 2005. Hydrobaenus sirikus ingår i släktet Hydrobaenus och familjen fjädermyggor. Inga underarter finns listade i Catalogue of Life.